# Chiến dịch đổ bộ của lính dù Mỹ ở Normandie
Chiến dịch đổ bộ của lính dù Mỹ ở Normandie là chiến dịch nhảy dù của Quân đội Hoa Kỳ trong cuộc đổ bộ vào Normandie trong Chiến tranh thế giới thứ hai, bắt đầu từ đêm ngày 5 tháng 6 năm 1944. Khoảng 13.100 lính dù thuộc Sư đoàn Không vận 82 và 101 đã đổ bộ vào phía sau phòng tuyến Quân đội Đức Quốc Xã tại Pháp trong những giờ đầu tiên của Ngày D, theo đó là cuộc đổ bộ của gần 4,000 lính dù thuộc các đơn vị tàu lượn tổ chức theo các đợt liên tục trong ngày. Là chiến dịch mở màn cho Chiến dịch Neptune (mật danh của chiến dịch đổ bộ trong Chiến dịch Overlord), hai sư đoàn không vận của Lục quân Hoa Kỳ đã nhảy dù vào khu vực Bán đảo Cotentin qua hai đợt nhảy dù chính và sáu đợt đổ bộ tàu lượn.
Hai sư đoàn không vận thuộc biên chế Quân đoàn VII Quân đội Hoa Kỳ, có nhiệm vụ hỗ trợ đánh chiếm Cherbourg càng nhanh càng tốt để thiết lập hệ thống cảng tiếp nhận hậu cầu cho Quân đội Đồng Minh. Các nhiệm vụ cụ thể của hai sư đoàn bao gồm: cô lập các tuyến đường tiếp viện của quân Đức vào khu vực bán đảo, đánh chiếm các con đường nối bãi đổ bộ với các thị trấn trong đất liền, và thiết lập các hệ thống phòng thủ tại khu vực Sông Douve và Carentan để hỗ trợ Quân đoàn V đổ bộ vào hai bãi biển Utah và Omaha.
Cuộc tấn công đã không thành công trong việc cô lập các đợt tiếp viện của quân Đức tới Bãi Utah trong ba ngày. Nguyên nhân chính là do các đơn vị lính dù bị thả quá phân tán và rải rác. Mặc dù vậy, các lực lượng Đức đã không tận dụng được sự hỗn loạn này để tổ chức phòng thủ và phản công triệt để. Nhiều đơn vị Đức đã dũng cảm cầm cự tại các cứ điểm chính, nhưng tất cả đều bị tiêu diệt hoặc đầu hàng trong vòng một tuần.

## Bối cảnh

### Kế hoạch của quân Đồng Minh
Các kế hoạch đổ bộ vào Normandie đã trải qua nhiều giai đoạn sơ bộ trong suốt năm 1943. Lúc đó, Bộ Tổng tham mưu Liên quân (CCS) có ý định điều động 13-14 đơn vị máy bay vận chuyển cho một cuộc đổ bộ hàng không. Quy mô, mục tiêu cụ thể và chi tiết của chiến dịch không được vạch ra tới khi Đại tướng Dwight D. Eisenhower được bổ nhiệm làm Tư lệnh Tối cao của Lực lượng Viễn chinh Đồng minh (SHAEF) vào tháng 1 năm 1944. Vào giữa tháng 2 năm 1944, Eisenhower nhận được thông tin từ Bộ chỉ huy Không lực Lục quân Hoa Kỳ rằng lực lượng máy bay vận chuyển quân sẽ được tăng cường từ 52 lên 64 chiếc (thêm chín chiếc dự phòng) vào tháng 4 năm 1944. Cùng thời điểm đó, Trung tướng Omar Bradley đã chấp thuận kế hoạch đổ bộ của hai sư đoàn không vận vào Bán đảo Cotentin, một sư đoàn sẽ chiếm giữ các tuyến đường nối ra bãi biển và phong tỏa một nửa khu vực phía đông Carentan khỏi các đợt tiếp viện của quân Đức, sư đoàn còn lại sẽ phong tỏa nkhu vực phía tây La Haye-du-Puits. Do tính chất nguy hiểm và đòi hỏi kinh nghiệm cao của nhiệm vụ ở La Haye de Puits, Bradley đã giao khu vực đó cho Sư đoàn Không vận 82 (biệt danh "The All-Americans") của Thiếu tướng Matthew Ridgway, một đơn vị kì cựu từng nhảy dù xuống Sicily và Italy. Trong khi đó, việc kiểm soát các tuyến đường nối từ bãi biển vào đất liền đựoc giao cho đơn vị mới được thành lập - Sư đoàn Không vận 101 (biệt danh "Đại bàng Thét" - "The Screaming Eagles") của Chuẩn tướng Maxwell D. Taylor.
Trung tướng Bradley nhấn mạnh rằng 75% lực lượng lính dù sẽ được đổ bộ bằng tàu lượn sau hai đợt đổ quân chính. Do chiến dịch đổ bộ lính dù sẽ không được hạm đội tàu chiến và không quân Đồng Minh hỗ trợ, và Ridgway, chỉ huy Sư đoàn Không vận 82, cũng muốn có các đợt đổ bộ bằng tàu lượn để đưa các đơn vị pháo dã chiến của sư đoàn vào mặt trận. Việc sử dụng tàu lượn cho cuộc đổ bộ được lên kế hoạch cụ thể tới ngày 18 tháng 4, sau khi các đợt thử nghiệm ở điều kiện thực tế dẫn đến nhiều vụ tai nạn nghiêm trọng và khiến nhiều tàu lượn bị phá hủy. Ngày 28 tháng 4, kế hoạch được thay đổi, toàn bộ lực lượng lính dù sẽ được vận chuyển bằng một đợt máy bay và nhảy dù vào ban đêm, các đơn vị tàu lượn chở theo trang thiết bị sẽ được đổ bộ vào giữa ngày.

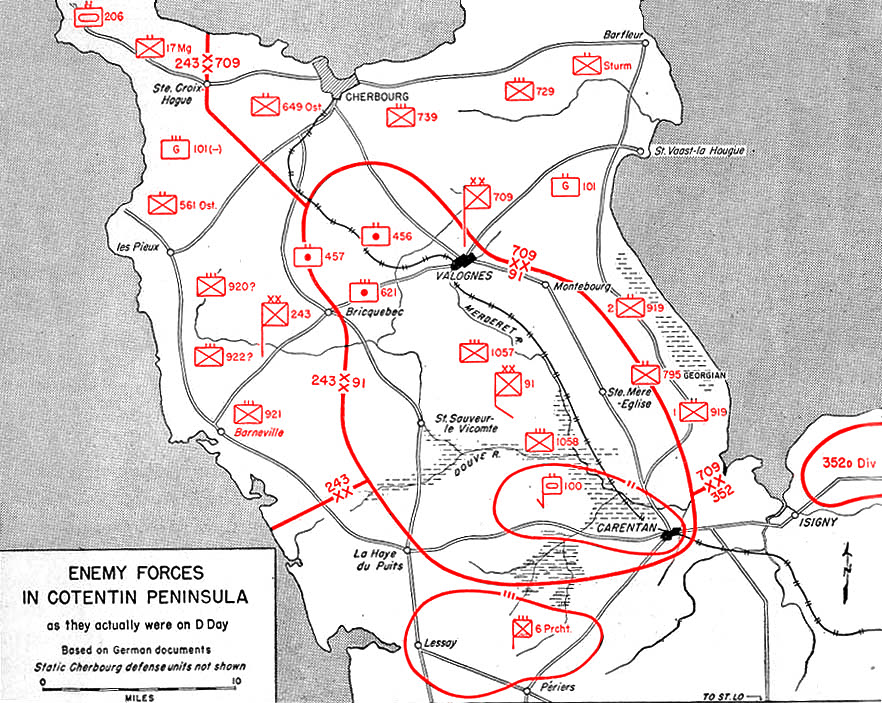
Vị trí đóng quân của các đơn vị Đức trong ngày 6 tháng 6, 1944.

Quân đội Đức, vốn lơ là và bỏ qua việc củng cố Normandie trước đó, đã bắt đầu xây dựng một số lượng lớn các cứ điểm phòng thủ và hệ thống chướng ngại vật dưới sự chỉ huy của Thống chế Erwin Rommel. Rommel được bổ nhiệm làm giám sát quá trình nâng cấp Bức tường Đại Tây Dương kiêm Tư lệnh Cụm tập đoàn quân B vào tháng 11 năm 1943 theo lệnh của Hitler. Khi đến nơi, Rommel ngay lập tức cho nâng cấp và xây dựng toàn bộ các tuyến phòng thủ ven biển và trong đất liền. Việc nâng cấp bao gồm gài một hệ thống mìn rộng lớn và các hệ thống cọc chăng dây cao tới hai mét, rất nhiều trong số đó được gài mìn hoặc gắn các loại bẫy khác để tiêu diệt tàu lượn và lính dù, trong đó khu vực đổ bộ của Sư đoàn Không vận 82 được tăng cường phòng ngự đáng kể. Lúc đầu, kế hoạch không có sự thay đổi. Nhưng khi nhận được tin các lực lượng Đức đã được tăng cường đáng kể vào khu vực trong tháng 5, các bãi thả quân của Sư đoàn 82 đã được di chuyển sang vị trí mới, mặc dù các kế hoạch chi tiết và huấn luyện đã được tiến hành dựa trên các bãi cũ.
Mười ngày trước Ngày D, các chỉ huy Đồng Minh đã đi đến kết luận cuối cùng. Do sự tập trung đông đúc của các đơn vị quân Đức trong khu vực, Bradley, chỉ huy Tập đoàn quân số 1, muốn Sư đoàn Không vận 82 đổ bộ sát Sư đoàn 101 để hỗ trợ lẫn nhau nếu cần. Tuy nhiên, Thiếu tướng J. Lawton Collins, chỉ huy Quân đoàn VII, lại muốn Sư đoàn 82 đổ bộ xa hơn về phía tây Sông Merderet để thiết lập một đầu cầu. Vào ngày 27 tháng 5, các bãi thả quân được di dời về vị trí cách Le Haye-du-Puits 10 dặm (16 km) về phía đông dọc Sông Merderet. Trung đoàn Bộ binh Nhảy dù (PIR) 501 của Sư đoàn Không vận 101, ban đầu được giao nhiệm vụ đánh chiếm Sainte-Mère-Église, được chuyển sang bảo vệ vành đai thị trấn Carentan, và việc đánh chiếm Sainte-Mère-Église được giao cho Trung đoàn Bộ binh Nhảy dù 505 kì cựu của Sư đoàn Không vận 82.
Đối với các đơn vị máy bay vận chuyển, kinh nghiệm từ cuộc đổ bộ vào Sicily năm 1943 đã giúp họ vẽ ra những tuyến bay an toàn hơn dọc theo bờ biển phía đông của Bán đảo Cotentin, tránh bị hỏa lực pháo của Hải quân Đồng Minh  và quân Đức bắn phải. Ngày 12 tháng 4, một tuyến bay được phê duyệt sẽ khởi hành từ Anh tại Portland Bill, bay ở độ cao thấp về phía tây nam qua Eo biển Manche, sau đó quay 90 độ về phía đông nam và đi vào "bằng cửa sau" qua bờ biển phía tây. Tại điểm tập kết, các đơn vị bay chở Sư đoàn Không vận 82 sẽ bay thẳng đến La Haye-du-Puits, và Sư đoàn Không vận 101 sẽ rẽ trái và bay đến Bãi Utah. Sau khi thả quân, các đội bay sẽ rẽ phải vào quay về theo tuyến đường cũ. Tuy nhiên, sự thay đổi về khu vực thả quân vào ngày 27 tháng 5 và quy mô phòng thủ của Đức tăng lên khiến nguy cơ máy bay vấp phải hỏa lực mặt đất lớn hơn nhiều, và các tuyến bay đã được sửa đổi để Sư đoàn Không vận 101 bay theo tuyến đường xâm nhập vào phía nam dọc theo sông Douve. Dù vấp phải sự phản đối và miễn cưỡng của các chỉ huy Hải quân, các tuyến bay quay trở lại Anh được chuyển sang bay qua Bãi Utah, sau đó bay về phía bắc qua một "hành lang an toàn" rộng khoảng 10 dặm (16 km), rồi hướng về phía tây bắc qua Cherbourg. Vào cuối ngày 31 tháng 5, các tuyến đường cho tàu lượn đã được thay đổi để tránh bay qua bán đảo vào ban ngày.

### Chuẩn bị
Bộ Tư lệnh Hành quân Vận tải quân IX (TCC) được thành lập vào tháng 10 năm 1943 để làm nhiệm vụ chuyên chở lính dù trong chiến dịch. Chuẩn tướng Paul L. Williams, từng chỉ huy các nhiệm vụ vận chuyển quân ở Sicily và Italy, được bổ nhiệm làm chỉ huy vào tháng 2 năm 1944. Các sĩ quan chỉ huy và ban tham mưu của TCC IX đều là những cựu binh từng tham gia vào các chiến dịch vận chuyển trước đó.
14 nhóm bay được biên chế vào TCC IX có sự khác nhau về kinh nghiệm bay. Bốn nhóm từng tham chiến ở Không đoàn 12. Bốn nhóm không có kinh nghiệm thực chiến nhưng đã được huấn luyện cùng nhau tại Hoa Kỳ hơn một năm. Bốn nhóm khác mới được thành lập hơn tám tháng và mới chỉ đến Anh được một tháng để tham gia khóa huấn luyện. Một nhóm có kinh nghiệm vận tải hàng hóa và một nhóm mới chỉ được thành lập.

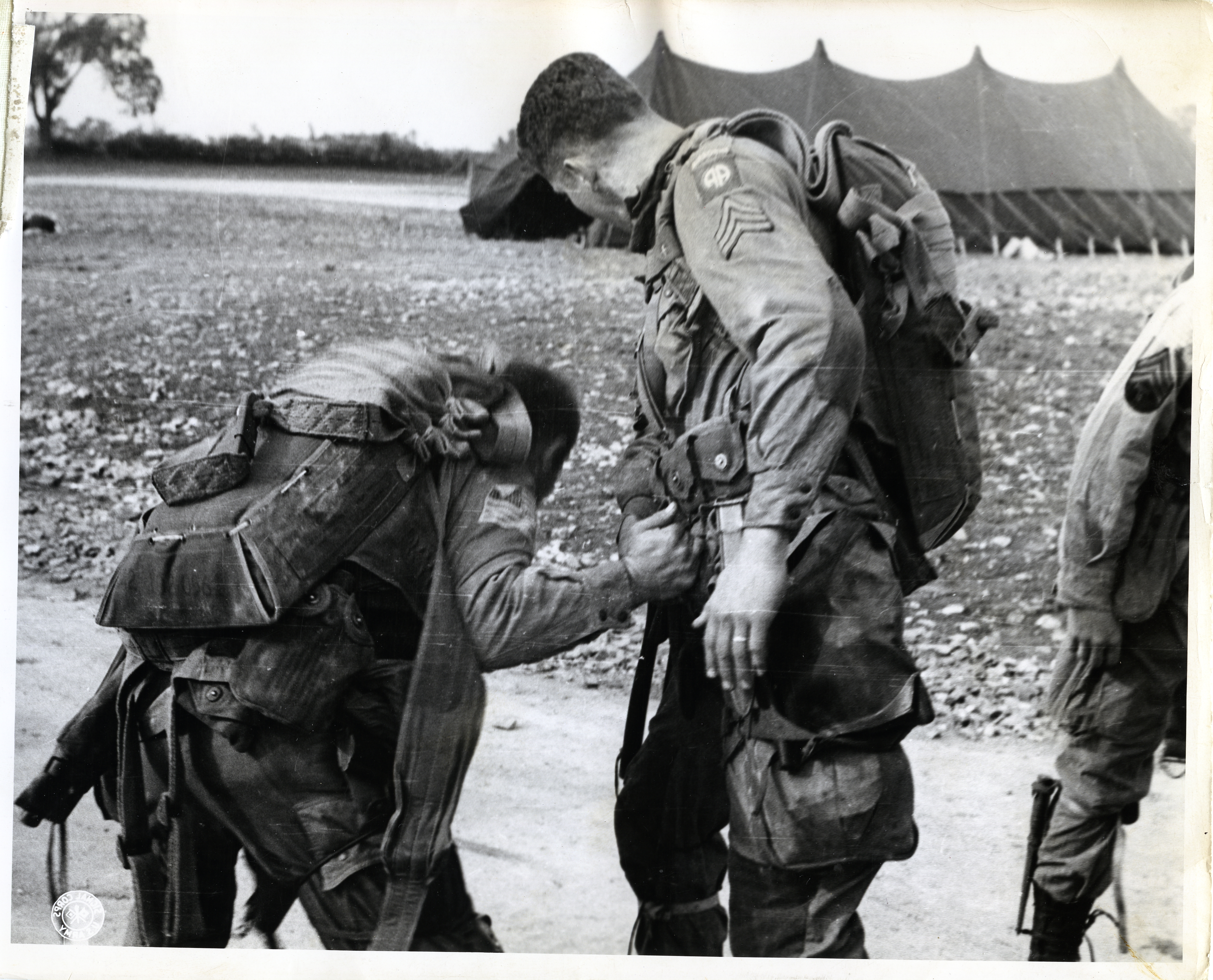
Lính dù thuộc Trung đoàn Bộ binh Nhảy dù 508, Sư đoàn Không vận 82 đang kiểm tra trang thiết bị trước khi lên máy bay tại Saltby, Anh, 5 tháng 6 năm 1944

Cuộc huấn luyện chung với lính dù và chú trọng vào đội hình bay ban đêm bắt đầu vào đầu tháng Ba. Không đoàn Vận tải quân (TCW) 52 phối hợp với Sư đoàn Không vận 82 đã thực hiện nhiều bài huấn luyện và đạt được nhiều thành công trong các bài thả quân ban đêm. Không đoàn 53 phối hợp cùng Sư đoàn Không vận 101 cũng đạt được nhiều kết quả khả quan (dù có một nhiệm vụ tiến hành vào ngày 4 tháng 4 trong điều kiện tầm nhìn kém có kết quả tệ do quân bị thả rải rác). Hai nhóm trong số đó được huấn luyện đổ bộ tàu lượn. Đến cuối tháng 4, đợt huấn luyện kết thúc sau khi Tướng Taylor và Ridgway cho rằng lính của họ đã nhảy đủ rồi. Không đoàn Vận tải quân 50 bắt đầu huấn luyện rất muộn, từ ngày 3 tháng 4 và có tiến độ chậm, sau đó phải dừng lại sau khi đợt huấn luyện kết thúc.
Một cuộc tập trận nhảy dù ban đêm của Sư đoàn 101 có tên "Cuộc tập trận Eagle", dự kiến diễn ra vào ngày 7 tháng 5, đã bị hoãn lại đến ngày 11 - 12 tháng 5 và trở thành một cuộc diễn tập chung cho cả hai sư đoàn. Máy bay của Không đoàn 52 chỉ chở thêm hai nhóm nhỏ trên mỗi chiếc C-47, đã hoàn thành tốt buổi tập dù hai máy bay dẫn đầu thuộc Liên đoàn Vận tải quân (TCG) 316 đã gặp tai nạn va chạm trên không, khiến 14 người thiệt mạng, trong đó có chỉ huy trưởng Liên đoàn, Đại tá Burton R. Fleet. Các đợt thả quân của Không đoàn 53 được đánh giá là "thành công". Tuy nhiên, không đoàn ít kinh nghiệm hơn, Không đoàn Vận tải quân 50, đã bị lạc đường bay do các nhóm trinh sát dù không kích hoạt được hệ thống đèn hiệu đánh dấu bãi thả quân. Các nhóm tiếp tục được huấn luyện tới cuối tháng với sự phối hợp của các đơn vị trinh sát dù làm nhiệm vụ đánh dấu bãi thả quân. Liên đoàn 315 và 442, chưa từng thả quân cho đến tháng 5 và được đánh giá là "thiếu kinh nghiệm", vẫn tiếp tục huấn luyện gần như hàng đêm, thả những người lính dù chưa hoàn thành chỉ tiêu nhảy dù. Kết quả ba bài kiểm tra trình độ của các đội bay vào cuối tháng, với các bài kiểm tra mô phỏng, được đánh giá là hoàn toàn đủ điều kiện. Tuy nhiên, các thanh tra viên đã đưa ra phán đoán của họ mà không tính đến rằng hầu hết các nhiệm vụ thành công đã được thực hiện trong điều kiện thời tiết tốt.
Vào cuối tháng 5 năm 1944, Bộ Tư lệnh Hành quân Vận tải quân IX được tiếp nhận 1,207 máy bay vận tải Douglas C-47 Skytrain, nhiều hơn khả năng vận hành của đơn vị một phần ba số tổng số máy bay, nên đã tạo ra một lực lượng dự bị hùng mạnh. Ba phần tư số máy bay chưa đến một năm tuổi và tất cả đều ở tình trạng tốt. Các yêu cầu của đơn vị, bao gồm tăng cường giáp bọc cho máy bay, đều được tiếp nhận, ngoại trừ thùng nhiên liệu tự hàn kín, thứ được đích thân Đại tướng Henry H. Arnold, Tư lệnh Không lực Lục quân Hoa Kỳ từ chối do nguồn cung hạn chế.

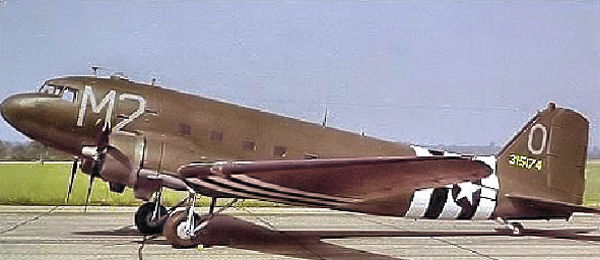
Máy bay C-47 của Không đoàn Vận tải 53 cùng với sơn "Vạch xâm lược" (Invasion stripes) tại sân bay RAF Greenham Common, Anh.

Số lượng phi hành đoàn nhiều hơn số lượng máy bay, nhưng 40% trong số đó là các tổ lái mới và những người thay thế riêng lẻ, và họ đều không được huấn luyện bay vào ban đêm một cách bài bàn. Khoảng 20% trong tổng số 924 phi hành đoàn tham gia vào Ngày D không được huấn luyện bài bản về các bài bay ban đêm và ba phần tư tổng số phi hành đoàn chưa bao giờ thực hiện nhiệm vụ bay tại các vùng trời có hệ thống phòng không của kẻ thù. Hơn 2,100 tàu lượn CG-4 Waco đã được đưa đến Anh, và sau nhiều hoạt động huấn luyện, chỉ còn 1,118 chiếc sẵn sàng cho chiến dịch đổ bộ, với 301 tàu lượn Airspeed Horsa của người Anh. 951 phi hành đoàn được huấn luyện để vận hành các tàu lượn, ít nhất năm phi hành đoàn được huấn luyện cho các nhiệm vụ chuyên sâu.
Do yêu cầu duy trì im lặng liên lạc và lo ngại sự hiện diện của hàng nghìn máy bay Đồng Minh vào Ngày D dễ gây rối loạn, các kí hiệu nhận dạng máy bay đã được đưa ra, bao gồm sơn các vạnh đen - trắng vào thân và cánh máy bay để nhận dạng. Thống chế Không quân Sir Trafford Leigh-Mallory, Tư lệnh Lực lượng Không quân Viễn chinh Đồng minh, đã phê duyệt việc sử dụng các kí hiệu nhận dạng vào ngày 17 tháng 5. 
Các máy bay sẽ được sơn ba sọc trắng và hai sọc đen, mỗi sọc rộng 60 cm, ở xung quanh cửa thoát hiểm và cả hai mặt mỗi cánh máy bay. Để duy trì tính bí mật của chiến dịch, lệnh sơn sọc chỉ được công bố vào ngày 3 tháng 6. 

## Lực lượng hai bên

### Quân đội Hoa Kỳ
Quân đoàn VII
- Sư đoàn Không vận 82
- Sư đoàn Không vận 101

Bộ Tư lệnh Hành quân Vận tải quân IX
- Không đoàn Vận tải quân 50
- Không đoàn Vận tải quân 52
- Không đoàn Vận tải quân 53

### Quân đội Đức Quốc Xã
Tập đoàn quân số 7
- Sư đoàn Bộ binh 91 (91. Luftlande-Infanterie-Division)
- Sư đoàn Bộ binh 243 (243. Infanterie-Division)
- Sư đoàn Bộ binh 709 (709. Infantrie-Division)
- Trung đoàn Nhảy dù (Fallschirmjäger) số 6 (Fallschirmjäger-Regiment 6)

## Trinh sát dù

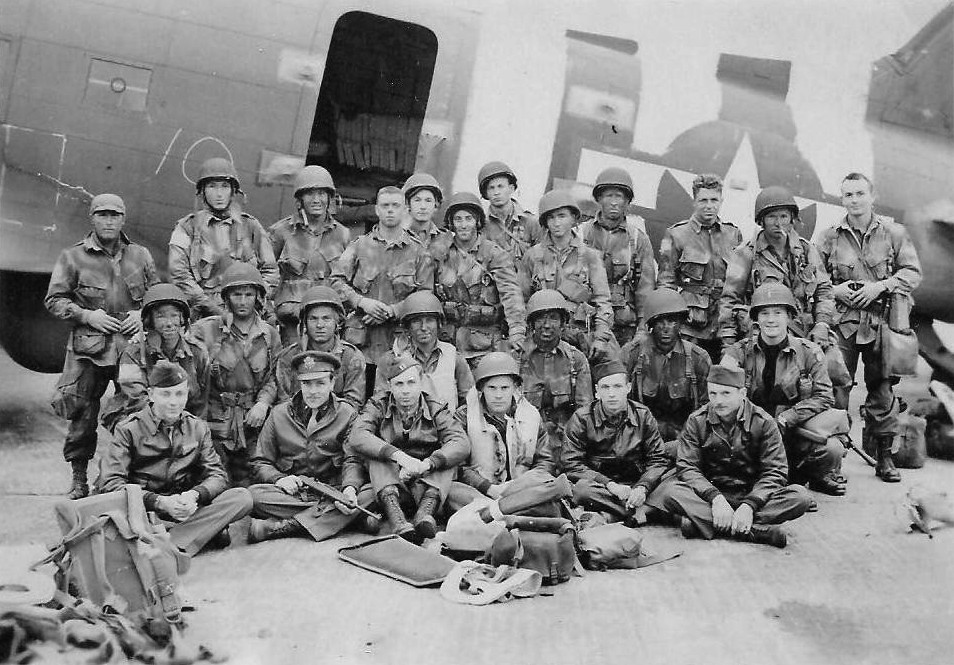
Nhóm trinh sát dù số 2 (Stick 2) của Trung úy J. J. Smith, làm nhiệm vụ đánh dấu bãi thả quân cho Tiểu đoàn 2, Trung đoàn 505, Sư đoàn Không vận 82, chụp hình cùng phi hành đoàn C-47 số 10 tại sân bay RAF North Witham, 5 tháng 6 năm 1944

300 lính dù Mỹ của các đại đội trinh sát dù đựoc chia ra thành các nhóm 14-18 người, với nhiệm vụ chính là thiết lập các thiết bị Rebecca/Eureka và phát đèn nháy Holophane để đánh dấu bãi thả quân. Rebecca, một loại thiết bị phát-nhận tín hiệu trên không được thiết kế để nhận tín hiệu khi đi vào phạm vi hoạt động của máy phát Eureka. Các lính dù được huấn luyện sử dụng thiết bị trong hai tháng với các phi hành đoàn. Do toàn bộ máy bay C-47 của TCC IX đều được lắp đặt máy thu Rebecca và để tránh làm nhiễu hệ thống với hàng nghìn tín hiệu được phát cùng lúc, chỉ có các máy bay dẫn đầu đoàn được phét sử dụng máy thu khi tiếp cận khu vực thả quân.
Mặc dù gặp nhiều thất bại và lỗi trong quá trình sử dụng, Rebecca/Eureka đã hoạt động trơn tru trong chiến dịch đổ bộ của Sư đoàn Không vận 82 tại Italy, với nhiệm vụ tăng viện cho Tập đoàn quân số 5 Hoa Kỳ đổ bộ tại Salerno (mật danh: Chiến dịch Avalanche), vào tháng 9 năm 1943. Tuy nhiên, điểm thiếu sót của thiết bị này là trong phạm vi hai dặm tính từ khu vực phát trên mặt đất, các tín hiệu được phát đi theo dạng đốm sáng nháy, làm cho các thông tin về khoảng cách và phương vị bị mất. Hệ thống được thiết kế để dẫn đường cho đội hình máy bay lớn tiến vào thả quân trong phạm vi vài dặm và sau đó đèn nháy Holophane sẽ được sử dụng để hoàn thành việc dẫn đường.
Mỗi bãi thả quân (DZ) sẽ có ba chiếc C-47 làm nhiệm vụ xác định vị trí và thả các đơn vị trinh sát dù để đánh dấu bãi thả. Mỗi đợt sẽ được tiến hành cách nhau sáu phút. Nhóm trinh sát dù được chi làm hai đợt: nhóm trinh sát dù của Sư đoàn Không vận 101 sẽ được thả trước cuộc đổ bộ chính 30 phút, nhóm trinh sát dù của Sư đoàn Không vận 82 sẽ được thả sau khi Sư đoàn Không vận 101 hoàn thành việc thả quân, khoảng 30 phút trước cuộc đổ bộ chính của Sư đoàn Không vận 82.

### Kết quả
Nhiệm vụ đánh dấu bãi thả của các nhóm trinh sát dù phần lớn đều tiến hành không hiệu quả. Trinh sát dù của Sư đoàn Không vận 101 gặp nhiều trở ngại khác nhau. Nhóm đầu tiên, phụ trách DZ A, được thả sai vị trí và phải đánh dấu tại khu vực cách St. Germain-de-Varreville khoảng một dặm. Nhóm này đã không kịp triển khai máy phát Eureka tới khi cuộc đổ bộ chính đã được tiến hành. Nhóm thứ hai được thả vào khu vực gần DZ C, nhưng phần lớn các thiết bị đánh dấu của họ đều bị mất do chiếc máy bay chở thiết bị đã phải hạ cánh khẩn cấp ngoài khơi. Họ thiết lập được một máy phát Eureka và phần lớn phải dùng các đèn hiệu Holophane, nên nhiều phi công đã không thấy được tín hiệu. Nhóm máy bay phụ trách DZ D dọc Sông Douve không thấy được bãi thả và vô tình bay qua vị trí trong kế hoạch. Sau khi bay vòng lại, họ thả nhóm trinh sát dù muộn mười phút và cách mục tiêu hơn một dặm. Khu vực mà nhóm trinh sát dù được thả xuống là bãi thả quân cũ của Trung đoàn Bộ binh Nhảy dù 501, đã được thay đổi sau ngày 27 tháng 5 sau khi có báo cáo lính Đức được tăng cường tại khu vực. Do có nhiều đơn vị lính Đức đóng tại khu vực, lính trinh sát dù không thể dùng đèn nháy và phải phụ thuộc vào máy phát Eureka.
Trinh sát dù của Sư đoàn Không vận 82 dù gặp nhiều khó khăn nhưng đạt được nhiều kết quả khả quan hơn. Nhóm đầu tiên phụ trách DZ O gần Sainte-Mère-Église, bay quá xa về phía bắc nhưng đội bay đã kịp vòng lại và thả họ xuống gần DZ của nó. Đây là đơn vị vận hành máy phát Eureka và đèn Holophane hiệu quả nhất trong các nhóm trinh sát dù. Các máy bay chở nhóm đánh dấu DZ N ở phía nam Sainte-Mère-Église, dù xác định chuẩn bãi thả quân, nhưng vẫn thả các toán trinh sát vào khu vực cách một dặm về phía đông nam. Họ đổ bộ vào khu vực đóng quân của Sư đoàn Bộ binh 91 Đức và không thể tiến về bãi đáp để đánh dấu. Các nhóm được chỉ định đánh dấu DZ T ở phía tây bắc Sainte-Mère-Église là những đội duy nhất được thả chính xác, và trong khi triển khai cả Eureka và radio AN/UPN-1 (BUPS), họ không thể sử dụng đèn nháy do có nhiều lính Đức ở gần họ. Tổng cộng bốn trên sáu nhóm đã không phát được đèn nháy.

## Ngày D (6 tháng 6 năm 1944)

### Đổ bộ

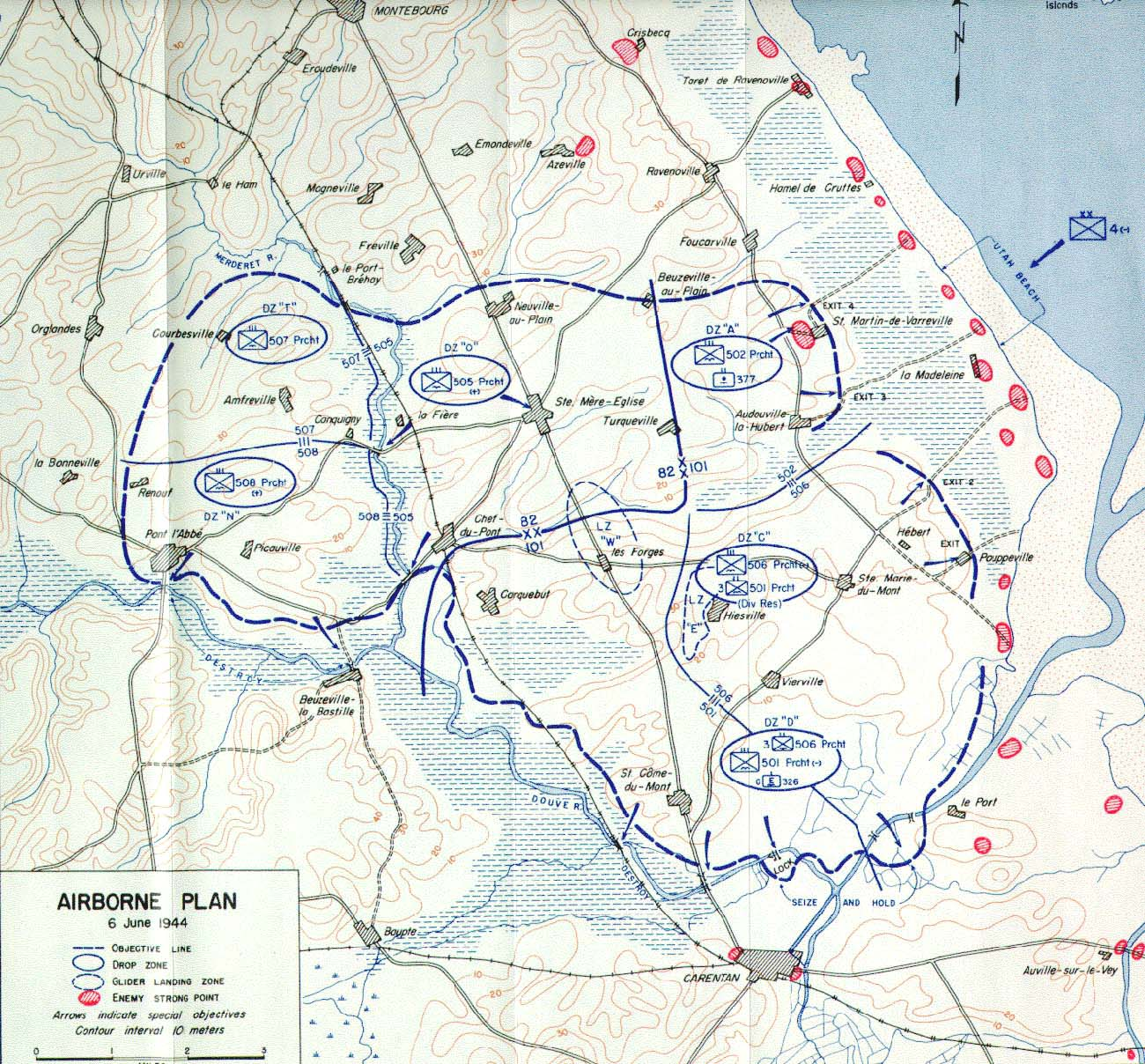
Khu vực thả quân của lính dù tại Bán đảo Cotentin trong Ngày D, 6 tháng 6 năm 1944

Chiến dịch vận chuyển lính dù được chia thành hai nhiệm vụ riêng biệt, "Albany" và "Boston", mỗi nhiệm vụ có ba đợt thả quân cấp trung đoàn. Bãi thả quân của Sư đoàn 101 nằm ở phía đông bắc Carentan và có định danh bằng chữ cái A, C và D, theo thứ tự từ bắc xuống nam. Sư đoàn 82 được thả ở phía tây (DZ T và O, từ phía tây sang đông) và tây nam (DZ N) Sainte-Mère-Eglise.
Mỗi trung đoàn bộ binh nhảy dù (PIR), với quân số khoảng 1.800 người chia thành ba tiểu đoàn, được chuyên chở bằng ba đến bốn nhóm máy bay, đội hình bay gồm 36, 45 và 54 chiếc C-47, và sẽ tách ra dựa vào thời gian trong kế hoạch. Các máy bay, đựoc ký hiệu bằng các số thứ tự (để lính dù lên đúng máy bay được chỉ định), được tổ chức thành các phi tuần (flight) gồm chín máy bay theo đội hình "chữ V nhỏ trong chữ V lớn". Mỗi đội sẽ lần lượt tiến vào bãi thả quân cách nhau sáu phút. Lính dù được chia ra thành các chalk, mỗi chalk bao gồm 15-18 lính dù và mỗi máy bay sẽ chở một chalk.
Để đạt được yếu tố bất ngờ, các máy bay sẽ tiếp cận Normandie từ phía tây ở độ cao thấp. Máy bay bắt đầu cất cánh lúc 22:30 ngày 5 tháng 6, tập hợp thành đội hình bay và bay về điểm khởi hành có định danh "Flashbush". Tại đó, các máy bay sẽ hạ độ cao và bay về phía tây nam qua Eo biển Manche ở độ cao 150 m để tránh bị radar Đức phát hiện. Mỗi đội hình bay cách nhau khoảng 300 m. Thời tiết không ảnh hưởng nhiều tới thời gian và duy trì đội hình máy bay Mỹ. 
Sau khi vượt 92 km qua eo biển trong thời gian 42 phút, các nhóm bắt đầu chuyển hướng bay về điểm xuất khởi hành thứ hai, có định danh "Hoboken", và rẽ trái về phía đông nam và bay giữa Quần đảo Channel của Guernsey và Alderney. Thời tiết qua kênh rõ ràng; tất cả các đội hình đều bay theo các tuyến đường vạch sẵn một cách chính xác và theo đội hình chặt chẽ khi chúng tiếp cận các điểm ban đầu trên bờ biển Cotentin, sau đó tách ra và tiến vào khu vực thả tương ứng. Điểm tập kết của Sư đoàn 101 nằm tại Portbail, có định danh là "Muleshoe", cách điểm tập kết của Sư đoàn 82, "Peoria", gần Flamanville, khoảng 10 dặm (16 km) về phía nam. 

### Thả quân phân tán
Mặc dù đã trải qua nhiều đợt huấn luyện trước đó, nhiều yếu tố tại khu vực Bán đảo Cotentin đã ảnh hưởng tới việc thả quân phân tán của các đội bay Mỹ, bao gồm:
- Nhiều máy bay C-47 chuyên chở quá tải trọng,
- 60% máy bay không có sự định hướng hiệu quả, các phi công buộc phải tự điều hướng khi họ tách đội hình,
- Duy trì im lặng điện đài khiến các thông tin dự báo thời tiết không được cập nhật tới các phi hành đoàn,
- Một dải mây dày ở độ cao 1.500 foot (460 m), che khuất toàn bộ nửa phía tây của bán đảo (rộng khoảng 35 km) và có mây mỏng ở khu vực phía đông,
- Có sương mù tại vài bãi thả quân,
- Hỏa lực phòng không của quân Đức,
- Các máy bay bị hạn chế sử dụng hệ thống Rebecca/Eureka
- Nhiều máy bay kích hoạt hệ thống Rebecca/Eureka khẩn cấp khiến hệ thống bị nghẽn
- Các bãi đáp không được đánh dấu chính xác hoàn toàn
- Các đợt thả quân của máy bay C-47 được tiến hành ở độ cao trên hoặc dưới độ cao chỉ định là 700 foot (210 m), và vượt quá tốc độ thả là 110 dặm Anh trên giờ (180 km/h).

Hỏa lực phòng không của Đức khiến các máy bay phải thay đội độ cao để tránh bị bắn trúng. Một số lính dù bị thương do phải nhảy ra ở độ cao quá thấp, khiến dù của họ không thể giảm tốc kịp. Nhiều người được thả ở độ cao cao hơn phải trả qua những giây rơi tự do kinh hoàng trước khi dù được bung ra.
Trong tổng số 20 nhóm bay của hai nhiệm vụ Albany và Boston, chín nhóm bị thả phân tán nặng do đi vào khu vực mây mù. Chỉ có sáu nhóm thả chính xác và tập trung. Tuy nhiên, yếu tố ảnh hưởng tới sự phân tán nặng trên là do chiến dịch được thực hiện vào ban đêm, khiến cho các yếu tố ảnh hưởng trên càng thêm nghiêm trọng. Do vậy, ba chiến dịch nhảy dù tiếp theo đều đã không được tiến hành vào ban đêm.

### Đợt thứ nhất: Nhiệm vụ Albany

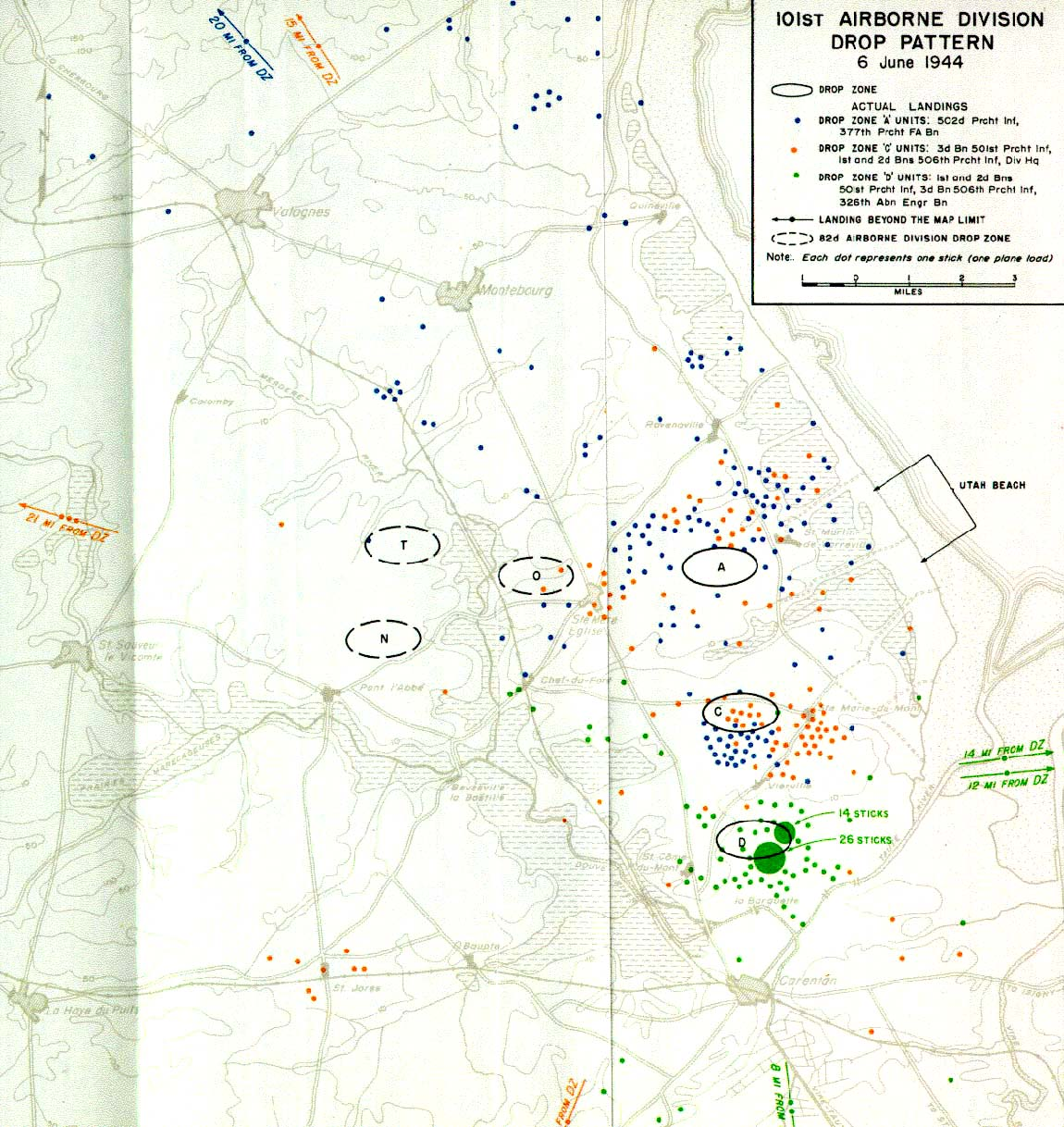
Sơ đồ vị trí thả quân của Sư đoàn Không vận 101 trong Ngày D, 6 tháng 6 năm 1944

Sư đoàn Không vận 101 là đơn vị đầu tiên nhảy dù trong ngày 6 tháng 6, từ 00:48 tới 01:40. 6.928 lính dù được chuyên chở trên 432 máy bay C-47 được chia thành 10 đội bay lớn. Đội đầu tiên, tiến vào DZ A, không gặp ảnh hưởng bởi thời tiết, nhưng sai lầm trong việc định hướng và sử dụgn thiết bị Eureka thiếu hiệu quả đã khiến Tiểu đoàn 2, Trung đoàn Bộ binh Nhảy dù 502 bị thả xuống sai vị trí. Phần lớn Trung đoàn 502 được thả xuống một cách hỗn loạn, thiếu tổ chức xung quanh các vùng ngẫu hứng được đánh dấu bởi trinh sát dù. Hai tiểu đoàn trưởng phụ trách các đơn vị hỗn tạp đã hoàn thành các mục tiêu của họ trong Ngày D. 
Ba đội bay chở Trung đoàn Bộ binh Nhảy dù 506 được thả một cách phân tán do bị mây mù che phủ và hỏa lực phòng không của quân Đức. Tuy vậy, 2/3 quân số của Tiểu đoàn 1 được thả một cách chính xác tại DZ C. Tiểu đoàn 2 bị thả quá xa về phía tây, và buộc phải mở đường tới Haudienville, nhưng khi họ đến nơi vào giữa chiều, Haudienville đã được Sư đoàn Bộ binh số 4 đổ bộ ở Utah kiểm soát. Tiểu đoàn 3 của Trung đoàn 1 cũng được thả ở DZ C, bị phân tán hơn, nhưng họ vẫn tiến hành nhiệm vụ kiểm soát các con đường. Một nhóm nhỏ chiếm Pouppeville lúc 06:00 và đã cầm cự suốt sáu giờ trước khi được Sư đoàn Bộ binh số 4 tiếp viện.
Trung đoàn Bộ binh nhảy dù 501 và Tiểu đoàn 3 của Trung đoàn 506, dù gặp phải hỏa lực phòng không đáng kể của quân Đức, nhưng họ được thả khá chính xác và tập trung tại DZ D. Một phần của DZ bị chiếm bởi quân Đức và các đợt giao tranh dữ dội nổ ra giữa quân Đức dưới mặt đất và các lính dù lơ lửng trên trời. Trung đoàn 501 và Tiểu đoàn 3 chịu thương vong nặng, bao gồm hai Tiểu đoàn trưởng tử trận (Trung tá Robert C. Caroll, Chỉ huy Tiểu đoàn 1, Trung đoàn 501 và Trung tá Robert L. Wolverton, Chỉ huy Tiểu đoàn 3, Trung đoàn 506). Dù chịu thương vong nặng, một nhóm lính dù nhỏ đã chiếm thành công các cây cầu gần la Porte lúc 04:30. Tiểu đoàn 2 của Trung đoàn 501, gần như không chịu bất kì thương vong nào sau cuộc thả quân ở DZ D, nhưng họ vẫn thất bại trong việc chiếm Saint-Côme-du-Mont và phá hủy các cây cầu ở Sông Douve.
Đợt đổ bộ của đơn vị pháo binh của sư đoàn 101 được coi là tệ nhất trong toàn bộ chiến dịch nhảy dù, khi chỉ có duy nhất một khẩu pháo được thu hồi và hơn 90% quân số đơn vị bị tử trận hoặc bị thương.

### Đợt thứ hai: Nhiệm vụ Boston

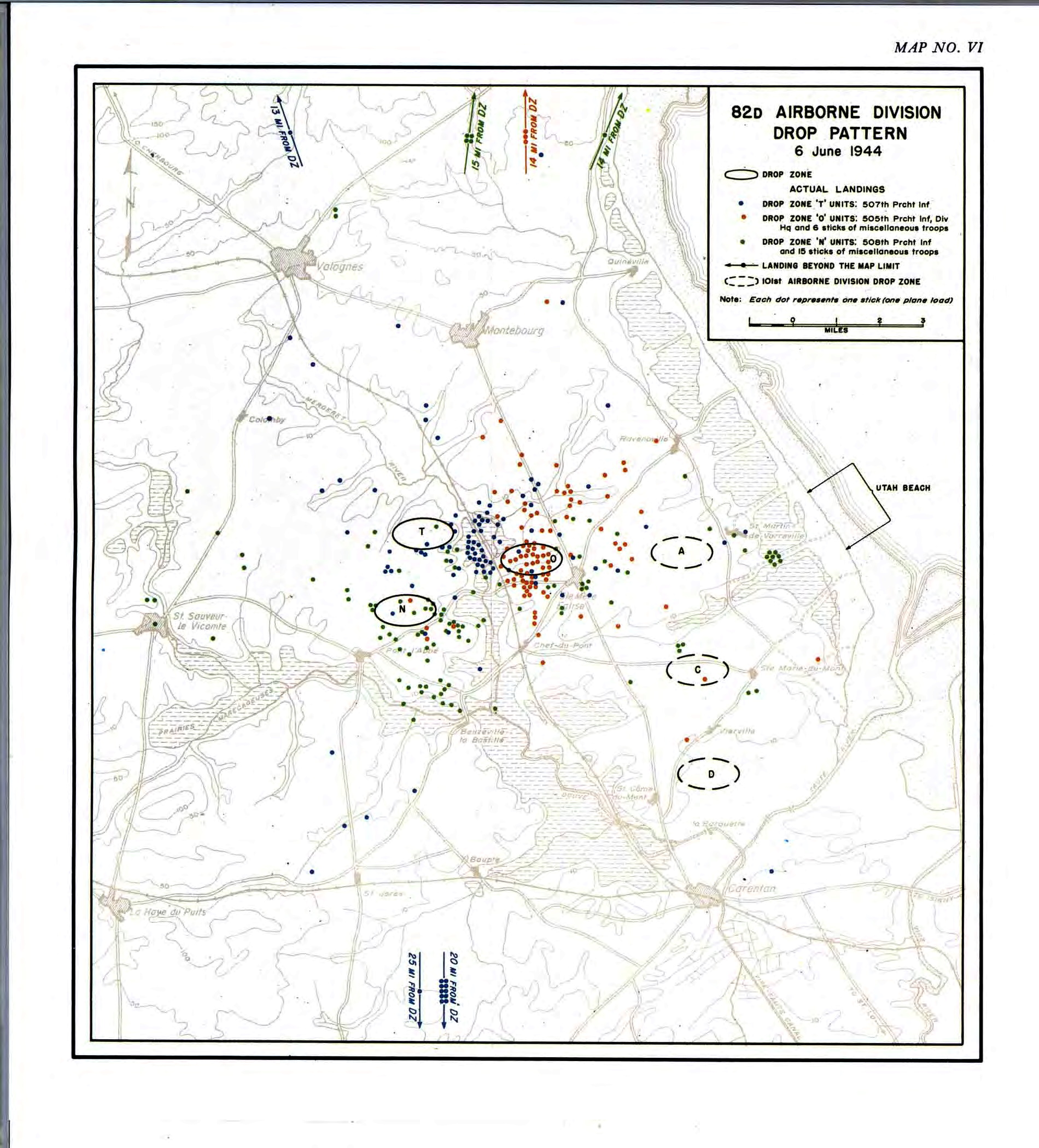
Sơ đồ vị trí thả quân của Sư đoàn Không vận 82 trong Ngày D, 6 tháng 6 năm 1944

Nhiệm vụ Boston bắt đầu lúc 01:51. Một đợt xuất kích bao gồm 10 đội bay lớn được chia thành ba đợt, với tổng cộng 6.420 lính dù trên 369 máy bay C-47. Các đơn vị vận tải chuyên chở Trung đoàn 505 không gặp nhiều khó khăn như Sư đoàn 101. Các nhóm trinh sát dù tại DZ O đã bật tín hiệu từ máy Eureka khi các tốp máy bay đầu tiên xuất hiện và đèn hiệu đều được đánh dấu thành công tại khu vực đáp của cả ba tiểu đoàn. Trung đoàn 505 là đơn vị có tỉ lệ thả quân chính xác nhất trong Ngày D, với 75% quân số được thả trong phạm vi 2 dặm (3,2 km) và hơn 1/2 quân số được thả trong phạm vi 1 dặm (1,6 km).
Các trung đoàn còn lại đều bị thả quân một cách phân tán. Trung đoàn 508 có tỉ lệ quân bị phân tán cao nhất trong toàn bộ các trung đoàn nhảy dù Mỹ, chỉ 25% quân số của trung đoàn được thả trong bán kính 1 dặm (1,6 km) của DZ. Hơn 1/2 quân số của Trung đoàn 508 được thả ở phía đông Merderet, một khu vực không có mục tiêu quan trọng trong Ngày D. Trinh sát dù của Trung đoàn 507 được thả tại DZ T, nhưng vì có sự hiện diện của lính Đức trong khu vực, họ không thể bật đèn nháy. Gần 1/2 trung đoàn được thả vào các khu vực đầm trũng và khu vực bị làm ngập nước, khiến nhiều lính dù bị chết đuối.
Việc thả quân chính xác đã khiến Trung đoàn 505 hoàn thành được hai nhiệm vụ theo kế hoạch đề ra trong thời gian cho phép. Với sự giúp đỡ của một người Pháp, Tiểu đoàn 3 chiếm được Sainte-Mère-Église lúc 04:30 mặc dù bị hỏa lực pháo binh Đức bắn dữ dội. Một trung đội của Tiểu đoàn 2 thiết lập thành công tuyến phòng thủ ở các con đường tiến vào Sainte-Mère-Église từ phía bắc và các đơn vị còn lại đã tiếp viện Tiểu đoàn 3 khi quân Đức tổ chức phản công vào đầu buổi trưa. Tiểu đoàn 1 không hoàn thành được nhiệm vụ đề ra, bao gồm chiếm các cây cầu bắc qua Sông Merderet ở la Fière và Chef-du-Pont.
Không có mục tiêu nào trong số các mục tiêu của Sư đoàn 82 là đánh chiếm các khu vực phía tây Merderet và phá hủy các cây cầu trên Sông Douve được hoàn thành vào Ngày D. Tuy nhiên, một tiểu đoàn của Trung đoàn 508 đã chiếm giữ được một ngọn đồi nhỏ ở gần Merderet, làm gián đoạn các cuộc phản công của quân Đức vào Chef-du-Pont trong ba ngày. Hai đại đội của Trung đoàn 507 đã cầm cự trước các đợt tấn công của quân Đức tại Amfreville tới khi được phá vây vào ngày 9 tháng 6.

## Cuộc đổ bộ của lực lượng tàu lượn

### Trước bình minh
Hai cuộc đổ bộ bằng tàu lượn trước bình minh, Nhiệm vụ Chicago (Sư đoàn 101) và Nhiệm vụ Detroit (Sư đoàn 82), bao gồm 52 tàu lượn CG-4 Waco mỗi đơn vị, có nhiệm vụ vận chuyển vũ khí chống tăng và quân tiếp viện cho mỗi sư đoàn. Các nhiệm vụ bắt đầu tiến hành sau các cuộc đổ bộ chính hai tiếng, và hạ cánh lúc 04:00, hai tiếng trước bình minh. Nhiệm vụ Chicago là "khá thành công" khi hơn 92% số tàu lượn đã hạ cánh cách mục tiêu khoảng 3,2 km. Nhiệm vụ Detroit gặp nhiều trở ngại do mây mù bao phủ và chỉ 62% số tàu lượn hạ cánh trong phạm vụ 3,2 km. Tuy vậy, cả hai nhiệm vụ đều đã thành công trong việc cung cấp vũ khí chống tăng hạng nặng cho các đơn vị lính dù đổ bổ trước đó. Chỉ có tám lính dù tử trận trong cả hai chiến dịch, trong đó có Chuẩn tướng Don F. Pratt, Phó chỉ huy Sư đoàn Không vận 101, thiệt mạng khi chiếc tàu lượn của ông gặp tai nạn khi hạ cánh.

### Buổi chiều
Vào buổi chiều Ngày D, hai chiến dịch đổ bộ tàu lượn, Nhiệm vụ Elmira và Nhiệm vụ Keokuk được tiến hành với sự tham gia của 208 tàu lượn và sẽ đổ bộ tại Normandie trước buổi tối. Hai chiến dịch có sự hỗ trợ và hộ tống của các máy bay tiêm kích P-38, P-47 và P-51.
Keokuk là nhiệm vụ tiếp viện cho Sư đoàn Không vận 101, bao gồm 32 máy bay kéo và tàu lượn cất cánh lúc 18:30. Đơn vị đến nơi vào lúc 20:53, sớm hơn bảy phút so với kế hoạch và không gặp phải hỏa lực phòng không của quân Đức. Các tàu lượn hạ cánh tại các bãi đất rộng bằng phẳng được đánh dấu bằng lựu đạn khói màu xanh lá cây và các tấm đèn hiệu màu vàng. Các đơn vị quân Đức đóng xung quanh Turqueville và Saint Côme-du-Mont đã phát hiện ra các tàu lượn và nổ súng bắn trả, gây vài thương vong. Nhưng các đơn vị Đức cách bãi đổ bộ khoảng 3 km, quá xa để có thể gây ra những thiệt hại nặng cho tàu lượn Mỹ. Dù chỉ có năm chiêc hạ cánh đúng khu vực bãi đáp (LZ) E và số còn lại bị cắt dây kéo quá sớm, tất cả tàu lượn đều hạ cánh an toàn.
Elmira là một nhiệm vụ quan trọng đối với Sư đoàn Không vận 82, bởi vì nó sẽ đưa hai tiểu đoàn pháo binh và 24 lựu pháo vào trận địa để hỗ trợ Trung đoàn Bộ binh Nhảy dù 507 và 508 ở phía tây Merderet. Các đội tàu lượn sẽ hạ cánh theo bốn đợt riêng lẻ, hai đợt đầu tiên sẽ đổ bộ sau Nhiệm vụ Keokuk mười phút và hai đợt sau sẽ đổ bộ sau khi hoàng hôn khoảng hai tiếng. Nhóm đầu tiên không biết rằng bãi đáp của họ đã được thay đổi thành LZ O, nên đã gặp hỏa lực phòng không dữ dội của quân Đức đang chiếm đóng LZ W. Máy bay C-47 đã cắt dây kéo tàu lượn thành công và toàn bộ tàu lượn hạ cánh an toàn dù các nhóm máy bay C-47 chịu hư hỏng nặng nề.
Hai đợt tàu lượn tiếp theo của Elmira đến nơi lúc 22:55. Do không được trinh sát dù hỗ trợ, nhóm tàu lượn đã bay về LZ O theo tín hiệu phát của Eureka, và bị hỏa lực mặt đất bắn lên dữ dội khi tàu lượn bay qua vị trí của quân Đức. Một nhóm hạ cánh gần phòng tuyến của quân Đức và nhóm còn lại hạ cánh ở LZ O. Phần lớn hai tiểu đoàn đều hội quân với Sư đoàn Không vận 82 trong buổi sáng tiếp theo, và 15 khẩu pháo được đưa vào vận hành vào ngày 8 tháng 6.

## Các chiến dịch đổ bộ sau Ngày D

### Trung đoàn Bộ binh Tàu lượn 325
Hai nhiệm vụ tàu lượn tiếp theo ("Galveston" và "Hackensack") được tiến hành vào ngày 7 tháng 6, có nhiệm vụ vận chuyển Trung đoàn Bộ binh Tàu lượn 325 đến hỗ trợ Sư đoàn Không vận 82. Những kết quả và thông tin thu được sau Nhiệm vụ Elmira, đường bay được chuyển qua thung lũng Sông Douve để tránh hỏa lực mặt đất của Đức và sẽ hạ cánh tại LZ W của Sư đoàn Không vận 101. Nhiệm vụ đầu tiên, Galveston, xuất phát lúc 06:55, bao gồm hai đợt bay chuyên chở Tiểu đoàn 1 và các nhóm pháo binh của Trung đoàn trên 100 tàu lượn, chuyên chở hơn một nghìn lính dù, 20 khẩu pháo và 40 xe jeep. Đợt bay thứ nhất vấp phải hỏa lực mặt đất nhưng không gặp thiệt hại nghiêm trọng. Tuy nhiên, các máy bay đã cắt dây kéo ở độ cao thấp khiến nhiều tàu lượn gặp tai nạn và gây thương vong 100 lính dù. Đợt thứ hai đổ bộ vào LZ W và chịu vài thương vong nhẹ.
Nhiệm vụ Hackensack, có vai trò chuyên chở các đơn vị còn lại của Trung đoàn 325, xuất phát lúc 08:51. Đợt đầu tiên, chuyên chở Tiểu đoàn 2 và Tiểu đoàn 2 của Trung đoàn 401 (được định danh là Tiểu đoàn 3 của Trung đoàn 325), hạ cánh tại bốn cánh đồng xung quanh LZ W và vấp phải hỏa lực quân Đức, khiến 15 lính dù thiệt mạng và 60 người bị thương. Đợt thứ hai, bao gồm 50 tàu lượn Waco chuyên chở đơn vị hậu cần, pháo cối 81 mm và một đại đội của Trung đoàn 401, hạ cánh an toàn tại LZ W. Vào lúc 10:15, cả ba tiểu tập trung tại điểm tập kết với hơn 90% quân số có mặt, và Trung đoàn 325 sau đó di chuyển về Chef-du-Pont.

### Tiếp tế
Hai nhiệm vụ tiếp tế hàng hóa, Nhiệm vụ "Freeport" của Sư đoàn Không vận 82 và "Memphis" của Sư đoàn Không vận 101 được tiến hành vào ngày 7 tháng 6. Họ vấp phải hỏa lực pháo phòng không của Đức sau khi bay qua các vị trí đóng quân của Đức. Hầu như không đồ tiếp tế nào đến được tay của Sư đoàn Không vận 101. 14 chiếc C-47 trong tổng số 270 chiến tham gia vào nhiệm vụ bị bắn hạ, cùng với bảy tàu lượn trong tổng số 511 chiếc.
Trong tuần tiếp theo, sáu phi vụ tiếp tế được tiến hành theo đề nghị của Liên đoàn Vận tải quân 441 và 436, bao gồm 10 chiếc C-47 và 24 tàu lượn. Đây là phi vụ cuối cùng được thực hiện bởi Bộ Tư lệnh Hành quân Vận tải quân IX trong chiến dịch Neptune, với tổng tộng 2.166 phi vụ bay, 533 trong số đó là phi vụ tàu lượn.

## Diễn biến tiếp theo

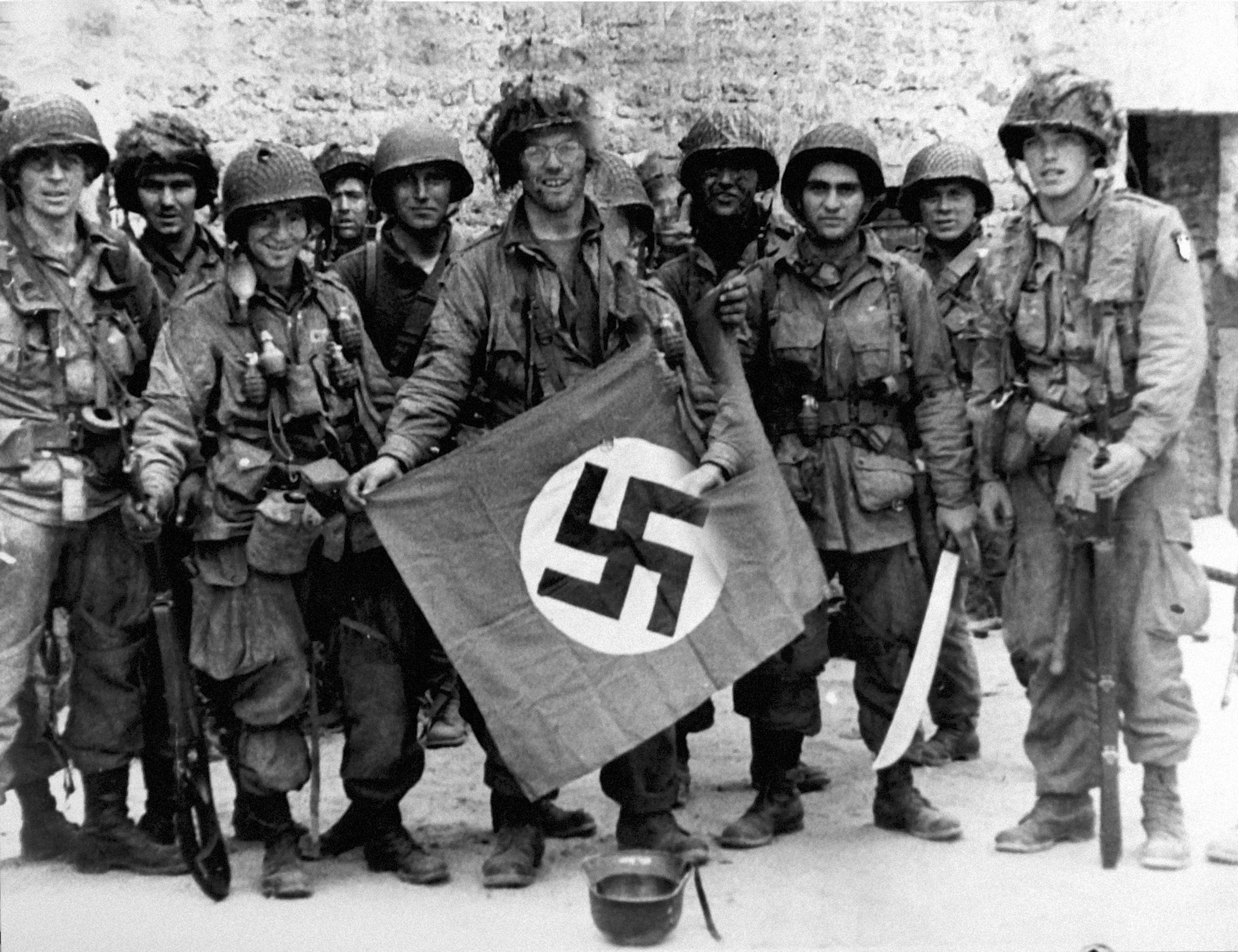
Lính dù Mỹ thuộc Trung đoàn Bộ binh Nhảy dù 502, Sư đoàn Không vận 101, chụp hình cùng chiến lợi phẩm họ thu được sau khi chiếm Ste Mere Eglise, 8 tháng 6 năm 1944

Sau Ngày D, chỉ có 2,500 lính dù trong tổng số hơn 6,000 lính thuộc Sư đoàn Không vận 101 có mặt tại các điểm tập kết. Sư đoàn Không vận 82 đã củng cố lực lượng tại Sainte-Mère-Église, nhưng nhiều đơn vị vẫn bị bao vây ở phía tây Merderet. Sự phân tán của lính dù Mỹ cũng khiến bộ chỉ huy Đức bối rối vì không nắm rõ được quy mô thực sự của chiến dịch. Các khu vực bị làm ngập nước trước đó đã giúp bảo vệ sườn phía nam của lính dù Mỹ khỏi các cuộc phản công của quân Đức. Sư đoàn Bộ binh số 4 sau khi đổ bộ vào Utah đã di chuyển vào đất liền, phối hợp cùng Trung đoàn bộ binh số 8 bao vây một tiểu đoàn Đức đóng tại một vùng đất cao ở phía nam thị trấn Sainte-Mère-Église và Trung đoàn bộ binh 12 và 22 tiến vào phía đông bắc thị trấn. 

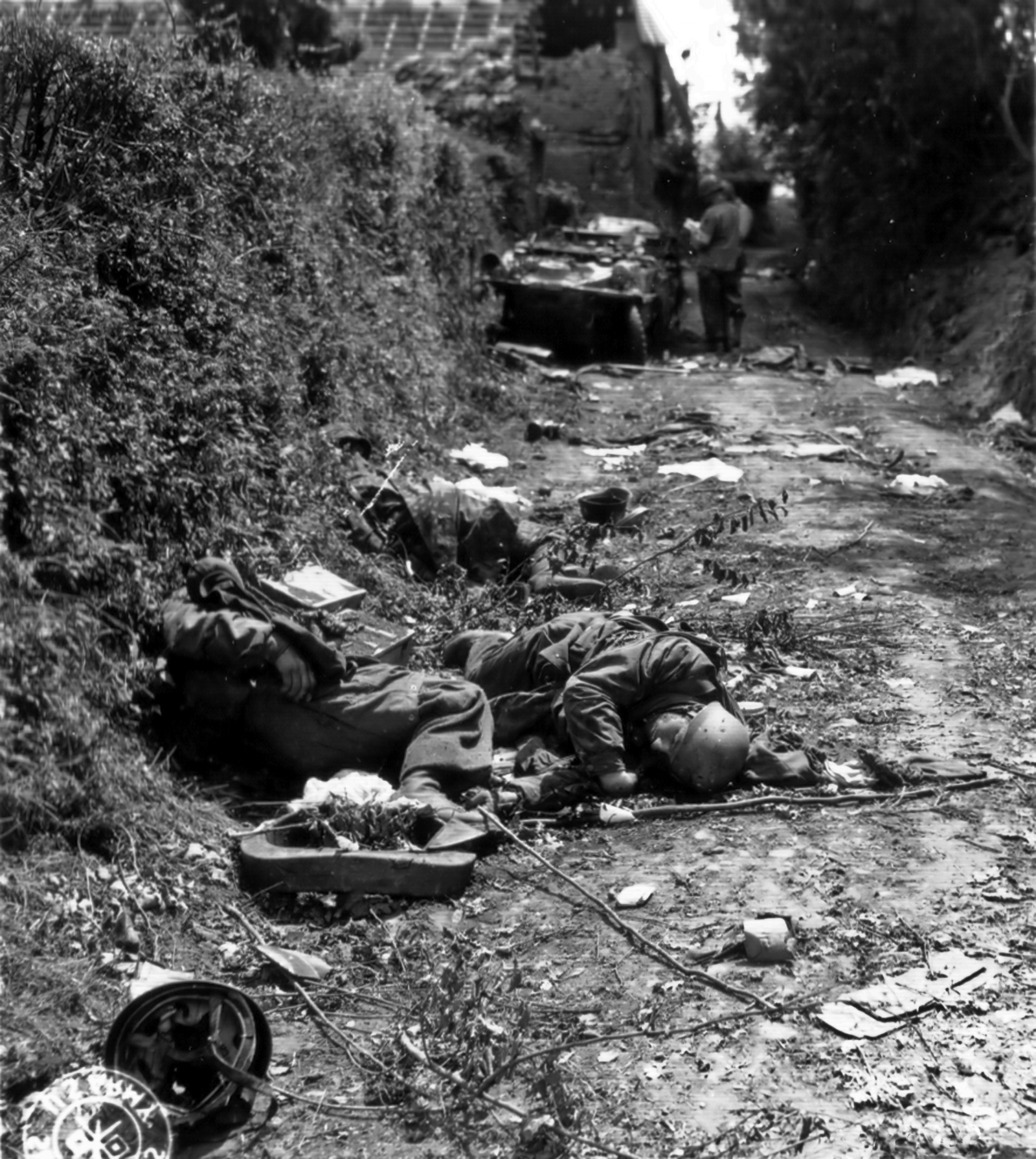
Thi thể của lính dù Đức, thuộc Trung đoàn Nhảy dù (Fallschirmjäger) số 6, sau một trận đánh ở phía tây Sainteny, Pháp, tháng 6 năm 1944

Trong ngày 6, Trung đoàn Nhảy dù số 6 Đức, dưới sự chỉ huy của Đại tá Friedrich August Freiherr von der Heydte, đã điều động hai tiểu đoàn: Tiểu đoàn 1 tiến công vào Sainte-Marie-du-Mont và Tiểu đoàn 2 tiến vào Sainte-Mère-Église, nhưng đều bị hai sư đoàn lính dù Mỹ áp đảo quân số, bị đánh bật ra và phải rút lui. Tiểu đoàn 1 buộc phải di chuyển dọc Sông Douve để rút lui nhưng cuối cùng bị bao vây, và hơn nửa quân số tiểu đoàn bị bắt làm tù binh. Trung đoàn Bộ binh Nhảy dù 506 tiến hành một đợt tiến công, gồm hai tiểu đoàn với sự hỗ trợ của xe tăng, đánh chiếm Saint-Côme-du-Mont, nhưng họ bị chững lại ở Angoville-au-Plain. Một tiểu đoàn của Trung đoàn Grenadier 1058 cùng xe tăng và xe bán xích đã tấn công tái chiếm thị trấn Sainte-Mère-Église của Sư đoàn Không vận 82 trong buổi sáng, nhưng bị chặn lại bởi các đợt xung kích của xe tăng M4 Sherman của Sư đoàn Bộ binh số 4 Hoa Kỳ. Tiểu đoàn 2, Trung đoàn Bộ binh Nhảy dù 505 cùng Tiểu đoàn 2, Trung đoàn Bộ binh số 8, sau đó đã tổ chức tấn công đẩy quân Đức ra khỏi Sainte-Mère-Église, và gây thương vong nặng cho các đơn vị Grenadier của Đức.
Ngày 8 tháng 6, các đơn vị của Sư đoàn Không vận 101 bắt đầu bao vây Saint-Côme-du-Mont, và đẩy lùi thành công Trung đoàn Nhảy dù số 6 của Đức ra khỏi thị trấn vào ngày 9 tháng 6. Ngày 11 tháng 6, Trung đoàn Bộ binh Nhảy dù 502 tổ chức tấn công vào thị trấn Carentan, với Trung đoàn Bộ binh Tàu lượn 327 tấn công từ hướng đông. Trung đoàn 506 thay thế Trung đoàn 502 và tiếp tục đánh chiếm thị trấn trong ngày 12, và Carentan thuộc quyền kiểm soát của lính dù Mỹ trong ngày 13.
Ngày 13 tháng 6, quân tiếp viện Đức tiến vào khu vực, với xe tăng, pháo tự hành và lính bộ binh thuộc Trung đoàn Panzergrenadier SS 37, Sư đoàn Panzergrenadier 17. Trung đoàn 37 cùng tiểu đoàn 3 của Sư đoàn Nhảy dù số 6 tấn công các vị trí phòng ngự của Sư đoàn Không vận 101 ở phía tây nam Carentan. Quân Đức đã đẩy chọc thủng khu vực bên trái phòng tuyến của Hoa Kỳ trong một trận chiến kéo dài suốt buổi sáng cho đến khi các xe tăng của Lữ đoàn Tác chiến A của Sư đoàn Thiết giáp số 2 Hoa Kỳ được điều tới để đẩy lùi cuộc tấn công. Sư đoàn Không vận 101 sau đó được biên chế về Quân đoàn VIII vào ngày 15 tháng 6 và làm nhiệm vụ phòng thủ tới khi rút về Anh.
Sư đoàn Không vận 82 vẫn chưa giành được quyền kiểm soát các cây cầu bắc qua Sông Merderet vào ngày 9 tháng 6. Trung đoàn 325, với sự hỗ trợ của xe tăng, đã phải vượt sông dưới làn đạn của quân Đức để liên kết với các đơn vị của Trung đoàn 507, sau đó mở rộng phòng tuyến từ phía tây Merderet tới Chef-du-Pont. Với sự hỗ trợ của Sư đoàn Bộ binh số 4, Trung đoàn Bộ binh Nhảy dù 505 đã chiếm được Nhà ga Montebourg ở phía tây bắc Sainte-Mere-Èglise vào ngày 10. Trung đoàn 508 tấn công dọc theo Sông Douve vào Beuzeville-la-Bastille trong ngày 12 tháng 6 và chiếm được Baupte trong ngày tiếp theo. 
Trung đoàn 325 và 505 tiếp quản Sư đoàn Bộ binh 90, chiếm Pont l'Abbé và di chuyển về phía tây bên cánh trái của Quân đoàn VII để chiếm Saint-Sauveur-le-Vicomte vào ngày 16 tháng 6. Vào ngày 19 tháng 6, Sư đoàn Không vận 82 được biên chế vào Quân đoàn VIII, và Trung đoàn 507 đã thiết lập một đầu cầu trên Douve ở phía nam Pont l'Abbé. Sư đoàn 82 tiếp tục hành quân về La Haye-du-Puits, và thực hiện cuộc tấn công cuối cùng vào Đồi 122 (Mont Castre) vào ngày 3 tháng 7 trong một cơn mưa tầm tã. Cuộc tấn công ngừng lại sau khi Sư đoàn Bộ binh 90 tổ chức tấn công trong ngày 4 tháng 7, và Sư đoàn 82 được rút khỏi mặt trận để chuẩn bị trở về Anh.

## Thương vong
Tổng cộng 42 máy bay C-47 bị bắn rơi hoặc bị phá hủy trong hai ngày thực hiện chiến dịch, phần lớn các phi hành đoàn đều sống sót và trở về các khu vực được Đồng Minh kiểm soát. 21 máy bay bị bắn rơi khi tiến hành nhiệm vụ thả lính dù trong Ngày D, 7 chiếc bị bắn rơi khi kéo tàu lượn và 14 chiếc trong các nhiệm vụ tiếp tế. Trong tổng số 517 tàu lượn (222 là Horsa và 295 là Waco), hầu hết đều bị phá hủy do tai nạn khi hạ cánh hoặc do hỏa lực của quân Đức. Mặc dù phần lớn các tàu lượn Waco đều có thể sửa chữa để tái sử dụng cho các nhiệm vụ trong tương lai, tình hình chiến đấu ở đất liền đã ngăn cản việc thu hồi các tàu lượn. 97% số tàu lượn được sử dụng trong chiến dịch đã bị bỏ lại tại nơi chúng hạ cánh.
Thương vong trong Ngày D của các đơn vị lính dù được tổng kết trong Tháng 8 năm 1944 là 1.240 thương vong thuộc Sư đoàn Không vận 101 và 1.259 thương vong thuộc Sư đoàn Không vận 82. Cụ thể, Sư đoàn 101 mất 182 lính dù, 557 bị thương và 501 mất tích; Sư đoàn 82 mất 156 lính dù, 347 bị thương và 756 mất tích.
Thương vong tính đến ngày 30 tháng 6 theo báo cáo của Quân đoàn VII là 4,670 thương vong của Sư đoàn Không vận 101 (546 tử trận, 2217 bị thương và 1,907 mất tích), và 4,480 thương vong của Sư đoàn Không vận 82 (457 tử trận, 1.440 bị thương và 2.583 mất tích).
Thương vong của quân Đức trong toàn bộ chiến dịch được ước tính là khoảng 21.300 thương vong. Trung đoàn Nhảy dù (Fallschirmjäger) số 6 báo cáo thương vong đạt xấp xỉ 3.000 lính tính đến tháng 7. Báo cáo thương vong của Đức trong thời gian chiến đấu với Quân đoàn VII bao gồm:
- Sư đoàn Bộ binh 91: 2.212 (12 tháng 6), 5.000 (13 tháng 7)
- Sư đoàn bộ binh 243: 8.189 (11 tháng 7)
- Sư đoàn Bộ binh 709: 4.000 (16 tháng 6)
- Sư đoàn Panzergrenadier SS 17: 1.096 (30 tháng 6)

### Sách tham khảo
- Ambrose, Stephen (1994). D-Day: The Climactic Battle of World War II. Simon and Schuster Paperbacks. ISBN 0-684-80137-X.
- Balkoski, Joseph (2005). Utah Beach: The Amphibious Landing and Airborne Operations on D-Day. Stackpole Books. ISBN 978-0-8117-3377-9.
- Buckingham, William F. (2005). D-Day The First 72 Hours. Tempus Publishing. ISBN 0-7524-2842-X.
- Devlin, Gerard M. (1979). Paratrooper – The Saga Of Parachute And Glider Combat Troops During World War II. Robson Books. ISBN 0-312-59652-9.
- Flanagan, E. M. Jr (2002). Airborne – A Combat History Of American Airborne Forces. The Random House Publishing Group. ISBN 0-89141-688-9.
- Harclerode, Peter (2005). Wings Of War – Airborne Warfare 1918–1945. Weidenfeld & Nicolson. ISBN 0-304-36730-3.
- Huston, James A. (1998). Out Of The Blue – U.S. Army Airborne Operations In World War II. Purdue University Press. ISBN 1-55753-148-X.
- Tugwell, Maurice (1978). Assault From The Sky – The History of Airborne Warfare. Westbridge Books. ISBN 0-7153-9204-2.
- Warren, Dr John C. (1956). Airborne Operations in World War II, European Theater (PDF). Air University, Maxwell AFB: US Air Force Historical Research Agency. USAF Historical Study 97.
- Weeks, John (1971). Airborne To Battle – A History Of Airborne Warfare 1918–1971. William Kimber & Co Ltd. ISBN 0-7183-0262-1.
- Wolfe, Martin (1993). Green Light! A Troop Carrier Squadron's War from Normandy to the Rhine. Center for Air Force History. ISBN 0160425085.